# 足立夏保
足立 夏保（あだち かほ、1999年7月27日 - ）は、読売テレビのアナウンサー。

## 来歴・人物
シンガポール出身。小学3年生から中学2年生まではアメリカ合衆国で生活していた。
同志社国際高等学校、早稲田大学国際教養学部卒業。大学在学中は女子ホッケー部に所属。
特技はマシュマロキャッチ、英会話、きゅうりの味付け開拓など。
2022年12月31日より土曜朝枠の全国ネット報道番組『ウェークアップ』の新フィールドキャスターとして番組に加入する。
2023年の年明けからは『かんさい情報ネットten.』の火曜・水曜担当のサブキャスターを務めている。
第45回NNSアナウンス大賞最優秀新人賞受賞。

## 出演

### 現在の出演番組
- かんさい情報ネットten.（2023年1月4日 - ）[3]
  - 火曜・水曜サブキャスター（2023年1月4日 - 2025年3月26日）
  - 水曜・木曜サブキャスター（2025年4月2日 - ）
- NNN各種ローカルスポットニュース（不定期、『NNNストレイトニュース』など）
- 情報ライブ ミヤネ屋（2024年4月12日 - ） - 総合司会（金曜・月前半）
- サタデーLIVE ニュース ジグザグ（2025年4月5日 - ） - MC

### 過去の出演番組
- そこまで言って委員会NP（2022年9月18日）パネリスト
- ウェークアップ（2022年12月31日 - 2025年3月29日）フィールドキャスター